# Lidar

Imagem da cidade de Durham, na Inglaterra, obtida através da tecnologia Lidar.

Lidar (estilizado como LIDAR ou LiDAR; do acrônimo inglês "light detection and ranging"; alternativamente LADAR) é uma tecnologia óptica de deteção remota que mede propriedades da luz reflectida de modo a medir a distância (distanciometria ou ranging) e/ou outra informação a respeito um determinado objecto distante. O método mais utilizado para determinar a distância a um objecto é a utilização de laser pulsado. A distância a um objecto é determinada medindo a diferença de tempo entre a emissão de um pulso laser e a detecção do sinal reflectido, de forma semelhante à tecnologia do radar, que utiliza ondas de rádio. A tecnologia LIDAR é aplicada no âmbito da geodesia, arqueologia, geografia, geologia, geomorfologia, sismologia, engenharia florestal, oceanografia costeira, detecção remota e física da atmosfera. O acrônimo LADAR (da sigla inglesa Laser Detection and Ranging) é utilizado predominantemente em contextos militares. O termo "radar laser" é também usado, no entanto a tecnologia LIDAR não utiliza ondas rádio ou microondas, que definem a tecnologia radar. Em português, também são utilizados os termos sistema de varredura a laser e sistema de perfilamento a laser.

## Histórico[2]
Em 1958, Schawlow e Townes, baseados nos fundamentos estabelecidos por Einstein em 1917, desenvolveram o laser. Nas décadas de 1960 e 1970, percebeu-se a eficiência do laser na área do sensoriamento remoto, em aplicações como o monitoramento atmosférico e estudos oceanográficos. Na década de 1980, o laser começou a ser usado para medir distâncias. Surgiram, então, aparelhos como o NASA’S Atmospheric Oceanographic Lidar (AOL) e o Airborne Topographic Mapper (ATM). No anos 1990, foram desenvolvidos sensores mais precisos, como o Shuttle Laser Altimeter (SLA) e o Mars Observer Laser Altimeter (MOLA), utilizados para análises em áreas mais extensas. As primeiras experiências de Perfilamento a Laser propriamente ditas datam de 1993. Elas foram realizadas por um grupo de pesquisa alemão da Sociedade Alemã de Amparo à pesquisa, o qual acabou por criar empresa TopScan GmbH que, em parceria com a canadense Optech Inc., desenvolveu o primeiro projeto demonstrativo da tecnologia LIDAR.

## Princípio de funcionamento[4]
A tecnologia LIDAR pode ser empregada em plataformas móveis ou fixas. O sistema a laser mais utilizado para a obtenção de informações espaciais, produzindo Modelos Digitais do Terreno e da Superfície, é o perfilamento em plataforma móvel aerotransportada. O LIDAR combina o Sistema de Navegação Global por Satélites (GNSS) e o Sistema de Navegação Inercial (INS). O GNSS fornece a localização da aeronave no espaço, enquanto o INS informa os ângulos de atitude dela. Os resultados obtêm-se pelo cálculo do tempo decorrido da emissão do pulso laser ao alvo e o seu tempo de retorno ao sensor. Converte-se o tempo em distância, a partir da velocidade da luz, e associa-se esta a informações de posicionamento, para que resultem nas coordenadas 3D do alvo. Os pulsos laser são emitidos sob uma taxa de frequência de repetição e realizam uma varredura perpendicular à direção da linha de voo. Dessa forma, o sensor laser pode atingir múltiplas reflexões, ou seja, vários pulsos podem ser refletidos sob um mesmo objeto, o que acarreta uma alta precisão nos resultados das análises.
O sistema LIDAR utiliza ondas cujo comprimento varia entre 0,7µm e 1 000µm, compreendendo a região do espectro eletromagnético denominada infravermelho próximo.

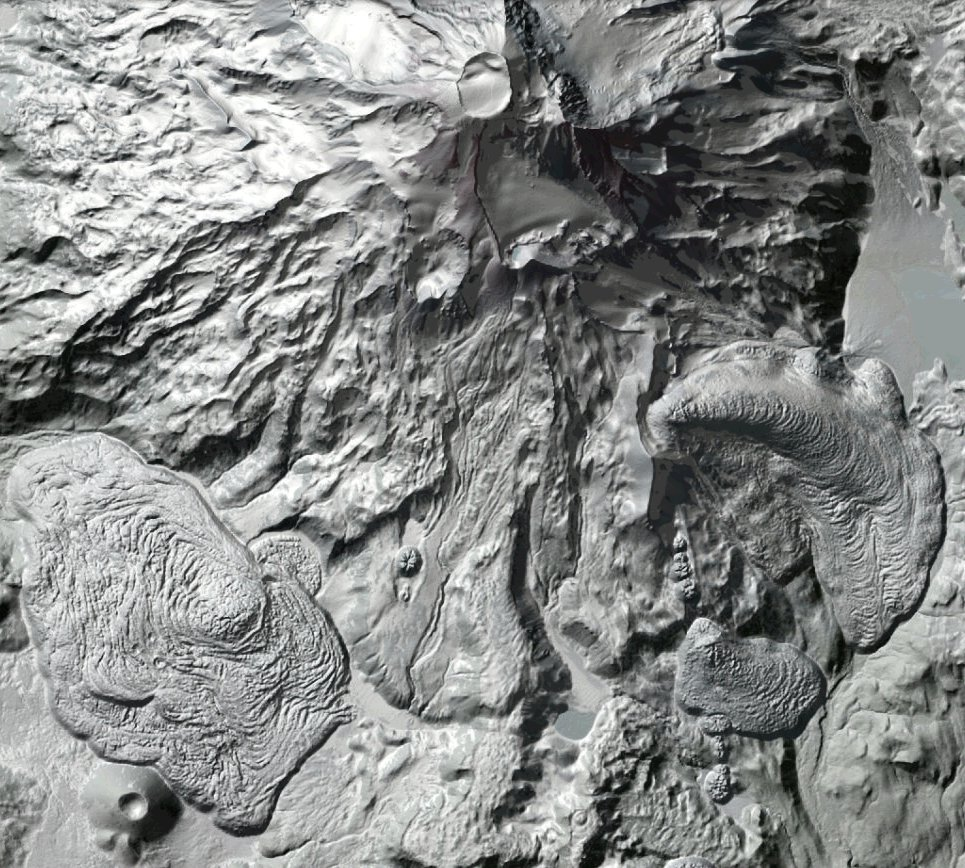
Captura de relevo montanhoso através do sistema LIDAR.

## Vantagens da tecnologia LIDAR
O LIDAR é um sensor remoto ativo, ou seja, envia sinais à superfície da Terra e registram o sinal refletido, e por esse motivo não é afetado pela falta de luminosidade nem por outras variáveis que influenciam na qualidade da análise quando realizada por projeção perspectiva de fotografias aéreas.
Os levantamentos realizados através do Sistema de Varredura a Laser possibilitam a elaboração de mapas tridimensionais acurados e atualizados, otimizando assim projetos e processos de construção.
A tecnologia LIDAR é considerada veloz e de alta precisão em comparação aos demais métodos de sensoriamento remoto. Além disso, apresenta custos significativamente minimizados.

## Aplicações
Aplica-se a tecnologia LIDAR em inúmeros setores de projetos e engenharias, sobretudo para levantamentos topográficos e elaboração de modelos digitais. Analisa-se, em geral, estradas e áreas com potencial para a construção delas, linhas de transmissão - para controle do crescimento urbano, por exemplo -, escavações para extração de minérios, nível de área de praias - para a observação do fenômeno das marés-, áreas florestadas - onde se pode utilizar o sistema LIDAR para se obter estimativas de diversas variáveis florestais, tais como altura das árvores, área basal, diâmetro, volume, biomassa, carbono e quantidade de material combustível-, dentre outros.